# Quân hàm Quân đội Trung Hoa Dân Quốc
Hệ thống quân hàm Quân đội Trung Hoa Dân Quốc là hệ thống cấp bậc quân sự của Quốc quân Trung Hoa Dân Quốc hiện nay.
Lực lượng Quốc quân Trung Hoa Dân Quốc được phân thành 5 nhánh quân chủng, bao gồm cả Lục quân, Hải quân, Không quân. Riêng lực lượng Thủy quân lục chiến, mặc dù là một phần của Hải quân, nhưng lại duy trì một hệ thống cấp hiệu khác với cấp hiệu Hải quân. Lực lượng Hiến binh sử dụng hệ thống cấp hiệu tương tự với Lục quân, với màu nền cấp hiệu hơi khác một chút, cũng như bổ sung phù hiệu trên nền cấp hiệu.
Theo quy định hiện hành, hệ thống quân hàm Quốc quân Trung Hoa Dân Quốc được phân như sau:
- Sĩ quan (軍官): được phân thành ba (3) bậc (tướng, tá, úy) và mười (10) cấp,
- Hạ sĩ quan (士官): được phân thành sáu (6) cấp,
- Binh sĩ (士兵): phân thành ba (3) cấp.

Danh xưng quân hàm sử dụng thống nhất trong các nhánh quân sự. Tuy nhiên, khi dịch thuật trong các tài liệu Anh ngữ, chúng có thể khác nhau.

## Lịch sử hình thành
Sau khi Trung Hoa Dân quốc chính thức thành lập và Viên Thế Khải nhậm chức Tổng thống, tháng 8 năm 1912, chính phủ Bắc Dương của Viên tuyên bố cải tổ và thống nhất hệ thống quân hàm trên toàn quốc, cơ bản dựa trên hệ thống quân hàm của Bắc Dương quân nhưng có loại trừ những tàn tích của chế độ Bát kỳ Lục doanh. Theo đó, hệ thống quân hàm của Trung Hoa Dân quốc được phân thành 3 bậc 9 cấp, với 3 bậc Tướng, Hiệu, Úy; và 3 cấp Thượng, Trung, Thiếu. Bên cạnh đó, cấp bậc Chuẩn úy cũng được đặt ra. Thiết kế cấp hiệu cũng tương tự như cấp hiệu của quân Bắc Dương, vốn chịu nhiều ảnh hưởng của cấp hiệu Đức và Nhật Bản. Trong lực lượng Hải quân cũng đặt ra cấp bậc Thứ tướng (代將, Đại tướng (Chữ Đại ở đây có nghĩa là "đại diện", không cùng nghĩa với chữ Đại là "lớn"), tương đương cấp bậc Commodore trong Hải quân Anh quốc.
Trên thực tế, quân đội của Trung Hoa Dân quốc không thống nhất. Các quân phiệt địa phương tự hình thành các đội quân riêng, phát triển từ Tân quân nhà Thanh hoặc từ các đội vũ trang cách mạng, không chịu sự điều động của trung ương. Chính phủ của Viên chỉ dựa vào sức mạnh quân sự của Bắc Dương quân để kiểm soát một phần đất nước và sau khi Viên chết, chính các tướng lĩnh của Viên cũng trở thành những quân phiêt cát cứ.
Năm 1925, Trung Hoa Quốc dân Đảng hợp nhất các lực lượng vũ trang dưới quyền để thành lập lực lượng quân đội chính quy của Đảng, với tên gọi Quốc dân Cách mạng quân, gọi tắt là Cách mạng quân hoặc Quốc quân, để tiến hành cuộc chiến tranh Bắc phạt thống nhất Trung Quốc. Bắc phạt kết thúc với ưu thế thuộc về Quốc dân Đảng và lãnh tụ Tưởng Giới Thạch. Bất chấp sự ly khai của cánh tả trong Quốc dân Đảng và Cộng sản Đảng, Tưởng thành lập chính phủ riêng tại Nam Kinh và từng bước cải tổ chính quy hóa để đưa Quốc dân Cách mạng quân trở thành quân đội quốc gia.
Năm 1931, chính phủ của Tưởng xây dựng hệ thống quân hàm chính quy trong Quốc quân. Ban đầu, hệ thống quân hàm này kế thừa hệ thống quân hàm cũ của chính phủ Bắc Dương. Đến năm 1935, cấp hiệu được thay từ ngôi sao năm cánh thành ngôi sao 3 cánh thể hiện cho Tam Dân Chủ nghĩa. Cấp bậc Thượng tướng được phân làm 2 gồm Nhị cấp Thượng tướng và Nhất cấp Thượng tướng. Riêng Tưởng được phong cấp bậc Đặc cấp Thượng tướng để khẳng định vai trò thống soái tối cao của ông. Tuy vậy cả ba cấp bậc Thượng tướng đều sử dụng một cấp hiệu, trừ một vài khác biệt nhỏ trong lễ phục.
Năm 1947, Hiến pháp Trung Hoa Dân quốc được ban bố. Quốc dân Cách mạng quân cũng được đổi tên thành Trung Hoa Dân quốc Quốc dân, chính thức trở thành quân đội quốc gia của Trung Hoa Dân quốc. Hệ thống quân hàm mới của Trung Hoa Dân quốc Quốc dân dù vẫn giữ nguyên các danh xưng (trừ cấp bậc Thứ tướng Hải quân đổi thành Chuẩn tướng Hải quân), nhưng hệ thống cấp hiệu được cải tiến theo hệ thống cấp hiệu của Hoa Kỳ. Hệ thống quân hàm này hầu như vẫn được giữ ổn định cho đến ngày nay.
Năm 1956, cấp bậc Chuẩn tướng Hải quân bị bãi bỏ. Năm 1980, cấp bậc Chuẩn úy bị bãi bỏ. Năm 2000, cấp bậc Đặc cấp Thượng tướng cũng bị bãi bỏ để tôn vinh Tưởng Giới Thạch là Thống soái duy nhất của Trung Hoa Dân Quốc.

## Cơ cấu cấp bậc
Hệ thống cấp bậc của Quốc quân Trung Hoa Dân Quốc được dựa theo Wehrmacht trong thời kỳ hợp tác Trung-Đức trong những năm 1930.
Nhưng hiện nay cơ cấu cấp bậc lại gần tương tự Quân đội Hoa Kỳ.
| Cấp, bậc       | Tiếng Trung | Tiếng Việt                              | Lục quân | Hải quân | Thủy quân lục chiến | Không quân | Hiến binh |
| -------------- | ----------- | --------------------------------------- | -------- | -------- | ------------------- | ---------- | --------- |
| Cấp Tướng      | 特級上將    | Đặc cấp thượng tướng Thống tướng        |          |          |                     |            |           |
| Cấp Tướng      | 一級上將    | Nhất cấp thượng tướng Đại tướng         |          |          |                     |            |           |
| Cấp Tướng      | 二級上将    | Nhị cấp thượng tướng Thượng tướng       |          |          |                     |            |           |
| Cấp Tướng      | 中將        | Trung tướng                             |          |          |                     |            |           |
| Cấp Tướng      | 少將        | Thiếu tướng                             |          |          |                     |            |           |
| Cấp Tá         | 上校        | Thượng tá                               |          |          |                     |            |           |
| Cấp Tá         | 中校        | Trung tá                                |          |          |                     |            |           |
| Cấp Tá         | 少校        | Thiếu tá                                |          |          |                     |            |           |
| Cấp Úy         | 上尉        | Thượng úy                               |          |          |                     |            |           |
| Cấp Úy         | 中尉        | Trung úy                                |          |          |                     |            |           |
| Cấp Úy         | 少尉        | Thiếu úy                                |          |          |                     |            |           |
| Cấp Hạ sĩ quan | 一等士官長  | Nhất đẳng sĩ quan trưởng Trưởng sĩ nhất |          |          |                     |            |           |
| Cấp Hạ sĩ quan | 二等士官長  | Nhị đẳng sĩ quan trưởng Trưởng sĩ nhì   |          |          |                     |            |           |
| Cấp Hạ sĩ quan | 三等士官長  | Tam đẳng sĩ quan trưởng Trưởng sĩ ba    |          |          |                     |            |           |
| Cấp Hạ sĩ quan | 上士        | Thượng sĩ                               |          |          |                     |            |           |
| Cấp Hạ sĩ quan | 中士        | Trung sĩ                                |          |          |                     |            |           |
| Cấp Hạ sĩ quan | 下士        | Hạ sĩ                                   |          |          |                     |            |           |
| Cấp Binh sĩ    | 上等兵      | Thượng đẳng binh \| Thượng binh         |          |          |                     |            |           |
| Cấp Binh sĩ    | 一等兵      | Nhất đẳng binh \| Binh nhất             |          |          |                     |            |           |
| Cấp Binh sĩ    | 二等兵      | Nhị đẳng binh \| Binh nhì               |          |          |                     |            |           |

## Lịch sử

### Quân hàm Sĩ quan
| Lực lượng                         | Cấp Soái             | Cấp Soái             | Cấp Tướng             | Cấp Tướng            | Cấp Tướng   | Cấp Tướng   | Cấp Tướng   | Cấp Tướng   | Cấp Tướng | Cấp Tướng | Cấp Tá    | Cấp Tá    | Cấp Tá   | Cấp Tá   | Cấp Tá   | Cấp Tá   | Cấp Úy    | Cấp Úy    | Cấp Úy   | Cấp Úy   | Cấp Úy   | Cấp Úy   | Cấp Úy   | Cấp Úy   | Học viên sĩ quan | Học viên sĩ quan | Học viên sĩ quan | Học viên sĩ quan | Học viên sĩ quan | Học viên sĩ quan | Học viên sĩ quan | Học viên sĩ quan | Học viên sĩ quan | Học viên sĩ quan | Học viên sĩ quan | Học viên sĩ quan |
| --------------------------------- | -------------------- | -------------------- | --------------------- | -------------------- | ----------- | ----------- | ----------- | ----------- | --------- | --------- | --------- | --------- | -------- | -------- | -------- | -------- | --------- | --------- | -------- | -------- | -------- | -------- | -------- | -------- | ---------------- | ---------------- | ---------------- | ---------------- | ---------------- | ---------------- | ---------------- | ---------------- | ---------------- | ---------------- | ---------------- | ---------------- |
| Rank                              | 特級上將             | 特級上將             | 一級上將              | 二級上將             | 中將        | 中將        | 少將        | 少將        | 代將      | 代將      | 上校      | 上校      | 中校     | 中校     | 少校     | 少校     | 上尉      | 上尉      | 中尉     | 中尉     | 少尉     | 少尉     | 准尉     | 准尉     | 軍校生           | 軍校生           | 軍校生           | 軍校生           | 軍校生           | 軍校生           | 軍校生           | 軍校生           | 軍校生           | 軍校生           | 軍校生           | 軍校生           |
|                                   | Đặc cấp Thượng tướng | Đặc cấp Thượng tướng | Nhất cấp Thượng tướng | Nhị cấp Thượng tướng | Trung tướng | Trung tướng | Thiếu tướng | Thiếu tướng | Thứ tướng | Thứ tướng | Thượng tá | Thượng tá | Trung tá | Trung tá | Thiếu tá | Thiếu tá | Thượng úy | Thượng úy | Trung úy | Trung úy | Thiếu úy | Thiếu úy | Chuẩn úy | Chuẩn úy | Học viên Sĩ quan | Học viên Sĩ quan | Học viên Sĩ quan | Học viên Sĩ quan | Học viên Sĩ quan | Học viên Sĩ quan | Học viên Sĩ quan | Học viên Sĩ quan | Học viên Sĩ quan | Học viên Sĩ quan | Học viên Sĩ quan | Học viên Sĩ quan |
| Republic of China National Army · |                      |                      |                       |                      |             |             |             |             |           |           |           |           |          |          |          |          |           |           |          |          |          |          |          |          |                  |                  |                  |                  |                  |                  |                  |                  |                  |                  |                  |                  |
| Republic of China Air Force ·     |                      |                      |                       |                      |             |             |             |             |           |           |           |           |          |          |          |          |           |           |          |          |          |          |          |          |                  |                  |                  |                  |                  |                  |                  |                  |                  |                  |                  |                  |
| Republic of China Navy            |                      |                      |                       |                      |             |             |             |             |           |           |           |           |          |          |          |          |           |           |          |          |          |          |          |          |                  |                  |                  |                  |                  |                  |                  |                  |                  |                  |                  |                  |